# یوکوم
یوکوم (انگلیسی: Ucom) یک اپراتور شبکه سیار و رساننده خدمات اینترنتی ارمنستانی است، که در سال ۲۰۰۹ تأسیس شد Ucom provides its Internet services through its own fiber-optic channel.